# Зидерау
Зидерау (њем. Süderau) општина је у њемачкој савезној држави Шлезвиг-Холштајн. Једно је од 112 општинских средишта округа Штајнбург. Према процјени из 2010. у општини је живјело 773 становника. Посједује регионалну шифру (AGS) 1061104.

## Географски и демографски подаци
Зидерау се налази у савезној држави Шлезвиг-Холштајн у округу Штајнбург. Општина се налази на надморској висини од 3 метра. Површина општине износи 8,9 km². У самом мјесту је, према процјени из 2010. године, живјело 773 становника. Просјечна густина становништва износи 87 становника/km².